# École française d'Athènes
Pour les articles homonymes, voir EfA.
L’École française d’Athènes (EfA) ou l’École française d’archéologie d’Athènes (en grec moderne : Γαλλική Αρχαιολογική Σχολή Αθηνών) est un établissement universitaire français, situé 6, rue Didotou à Athènes en Grèce, dont le but est de promouvoir l'étude de la langue, de l’histoire et des antiquités grecques. Depuis 2011, l'EfA fait partie du Réseau des Écoles françaises à l'étranger.

## Statut

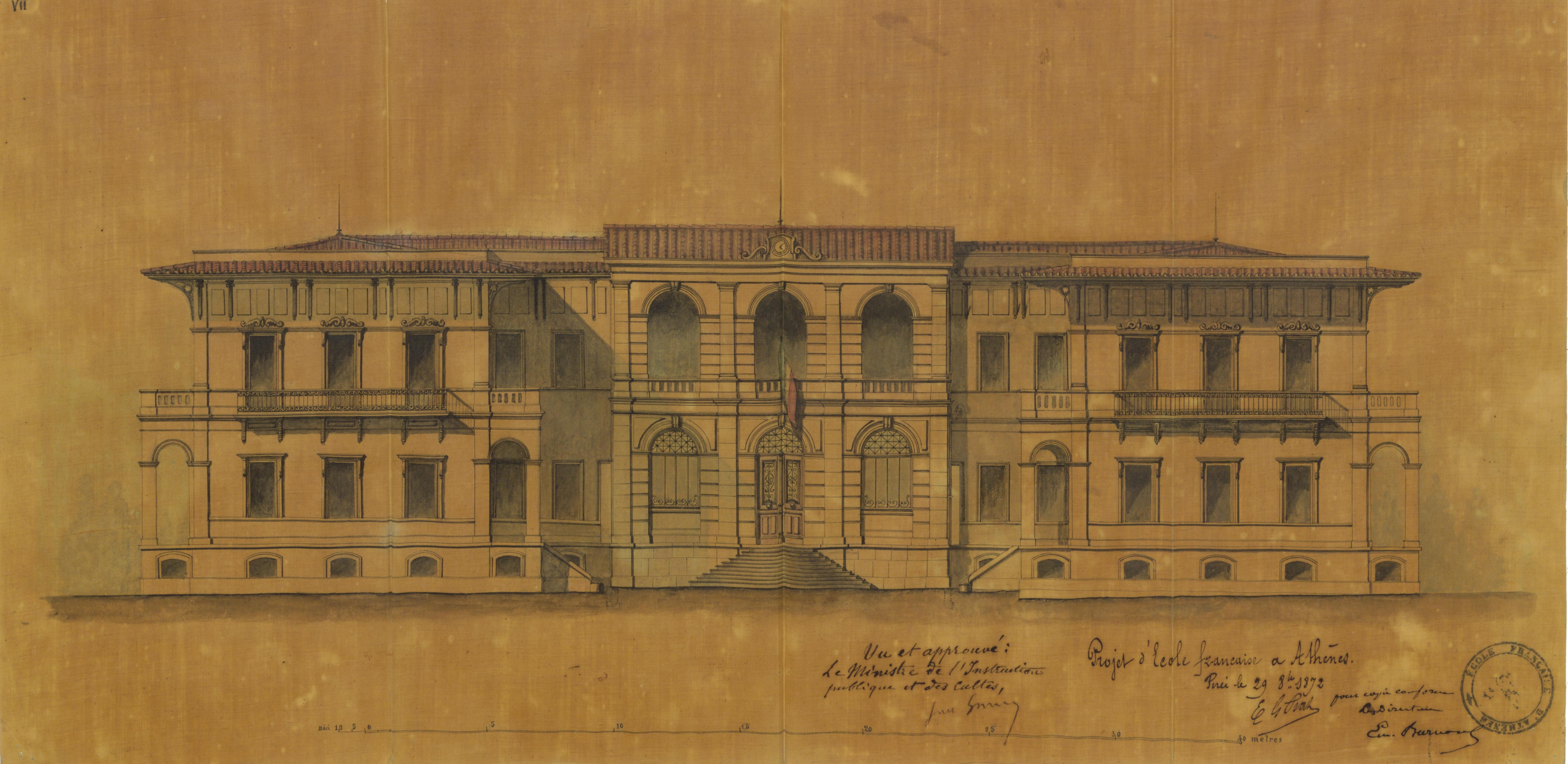
Projet d’École française à Athènes : dessin de la façade par Eugène Piat (1872)

Créée en septembre 1846 sous la Monarchie de Juillet, par le ministre de l'Instruction publique d'alors : Narcisse-Achille de Salvandy. L'école est un produit du philhellénisme et de la volonté de la France de se rétablir en Orient. À la fin du XIXe siècle, elle s'illustre en lançant plusieurs grands chantiers archéologiques dont ceux de Délos et Delphes.
Aujourd'hui encore, elle est la principale institution, aux côtés du service archéologique grec, chargée de l'étude et de l'entretien des sites archéologiques de Délos, Delphes, Thasos, Malia, Argos, Philippes, Dikili Tash, en Grèce, et Amathonte à Chypre.
De sa création jusqu'à nos jours, ses chercheurs, recrutés pour un an renouvelable trois fois au maximum (pour un séjour total de quatre ans) et issus d’une sélection rigoureuse, ont dû faire face aux aléas de l’histoire (guerres mondiales, régime des colonels) et au développement du tourisme de masse.
Le décret no 85-1068 du 26 septembre 1985 lui accorde le statut d’établissement public à caractère scientifique, culturel et professionnel.
En accord au décret no 2011-164 du 10 février 2011, l'EfA a été inscrite dans le Réseau des Écoles françaises à l'étranger.
Elle est dirigée depuis septembre 2019 par Véronique Chankowski, nommée à la tête de l'institution pour une période de quatre ans.

## Directeurs

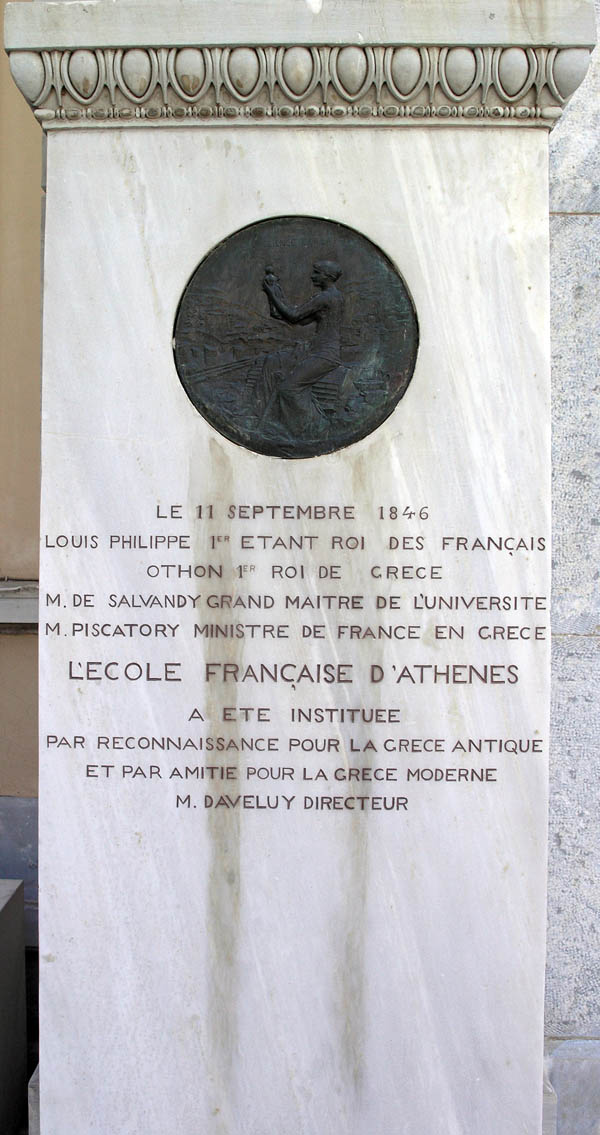
Stèle commémorant la fondation de l'EfA en 1846, bronze gravé par Oscar Roty.

- Amédée Daveluy 1846-1867[5]
- Émile-Louis Burnouf 1867-1875[6]
- Albert Dumont 1875-1878[7]
- Paul Foucart 1878-1890[8]
- Théophile Homolle 1890-1903[9]
- Maurice Holleaux 1903-1912[10]
- Théophile Homolle 1912-1913[11]
- Gustave Fougères 1913-1919
- Charles Picard 1919-1925[12]
- Pierre Roussel 1925-1935[13]
- Robert Demangel 1936-1950[14]
- Georges Daux 1950-1969[15]
- Pierre Amandry 1969-1981[16]
- Olivier Picard 1981-1992[17]
- Roland Étienne 1992-2001[18]
- Dominique Mulliez 2002-2011[19]
- Alexandre Farnoux 2011-2019[20]
- Véronique Chankowski 2019-2023[4]

## Anciens membres
Liste complète par promotion sur le site de l'EfA
- Edmond About (1851)
- Charles Bayet (1874)
- Victor Bérard (1887)
- Alexandre Bertrand (1849)
- Jean Bingen (1952)
- Gustave Bloch (1874)
- Jacques Bompaire (1948)
- Philippe Bruneau (1960)
- Michel Debidour (1972)
- Gaston Deschamps (1885)
- Charles Dugas (1908)
- Pierre Demargne (1926)
- Pierre Devambez (1927)
- Charles Diehl (1883)
- Jean-Yves Empereur (1978)

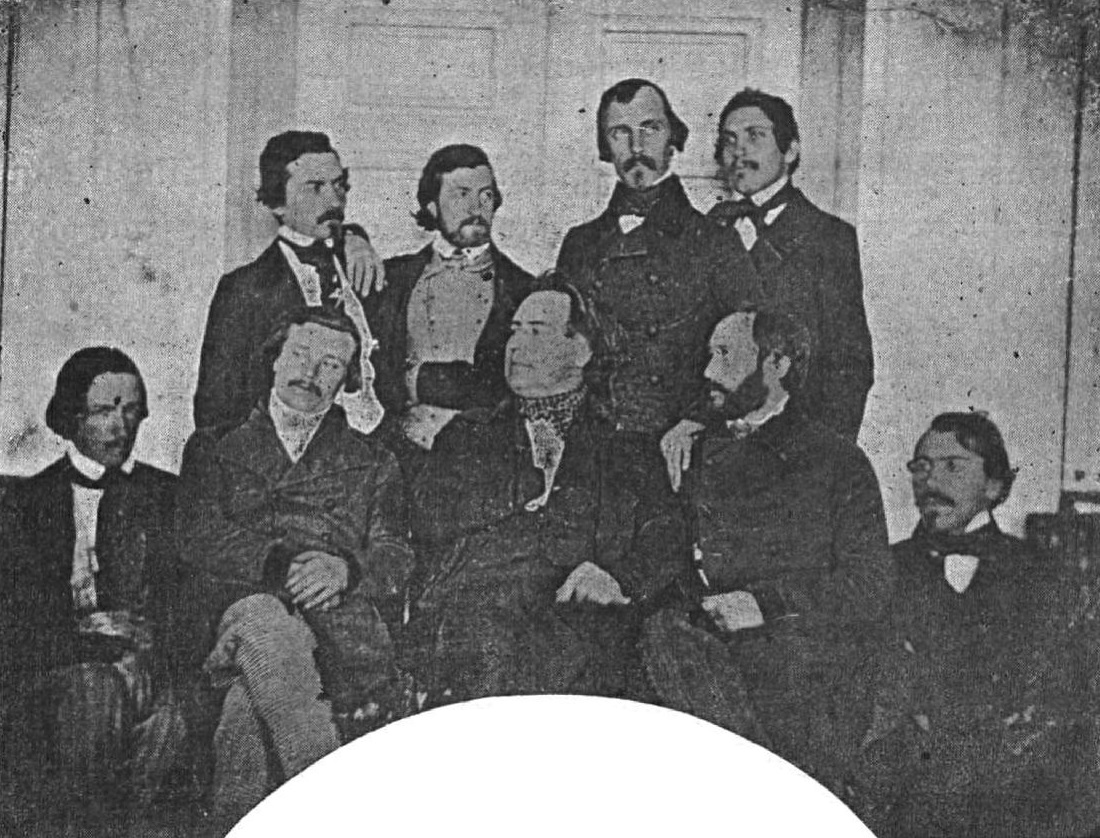
Les premiers membres de l’École d'Athènes, Daguerréotype de 1848.

- Numa Denis Fustel de Coulanges (1853)
- René Ginouvès (1950)[21],[22]
- Claude Henri Gorceix (1869)
- Antoine Grenier (1846)
- Léon Heuzey (1854)
- Théophile Homolle (1874, il en devient directeur entre 1890 et 1903, puis de nouveau entre 1912 et 1913)
- Paul Jamot (1887)
- Henri Lechat (1886)
- Paul Lemerle (1931)
- Pierre Lévêque (1947)
- Edmond Lévy (1963)
- Jean Marcadé (1946)
- Roland Martin (1938)
- Gabriel Millet
- Alain Pasquier (1971)
- Jean Pouilloux (1945)
- Salomon Reinach (1879)
- Othon Riemann (1874)
- Louis Robert (1927)
- Claude Rolley (1964)
- Georges Roux (1948)
- Henri Seyrig (1922)
- Paul Vidal de la Blache (1867)
- Ernest Will (1935)